# Potthastia montium
Potthastia montium är en tvåvingeart som först beskrevs av Edwards 1929.  Potthastia montium ingår i släktet Potthastia och familjen fjädermyggor. Inga underarter finns listade i Catalogue of Life.